# العلاقات السلوفينية الشمال مقدونية
العلاقات السلوفينية الشمال مقدونية هي العلاقات الثنائية التي تجمع بين سلوفينيا وشمال مقدونيا.

## مقارنة بين البلدين
هذه مقارنة عامة ومرجعية للدولتين:
| وجه المقارنة                                              | سلوفينيا                                                      | شمال مقدونيا                                               |
| --------------------------------------------------------- | ------------------------------------------------------------- | ---------------------------------------------------------- |
| المساحة (كم2)                                             | 20.27 ألف                                                     | 25.71 ألف                                                  |
| عدد السكان (نسمة)                                         | 2.07 مليون                                                    | 2.08 مليون                                                 |
| الكثافة السكانية (ن./كم²)                                 | 102.12                                                        | 80.9                                                       |
| العاصمة                                                   | ليوبليانا                                                     | إسكوبية                                                    |
| اللغة الرسمية                                             | اللغة السلوفينية، اللغة الإيطالية، لغة مجرية                  | اللغة المقدونية، اللغة الألبانية                           |
| العملة                                                    | يورو، تولار سلوفيني                                           | دينار مقدوني                                               |
| الناتج المحلي الإجمالي (بليون دولار)                      | 48.77 مليار                                                   | 11.34 مليار                                                |
| الناتج المحلي الإجمالي (تعادل القوة الشرائية) بليون دولار | 66.01 مليار                                                   | 29.26 مليار                                                |
| الناتج المحلي الإجمالي الاسمي للفرد دولار أمريكي          | 20.73 ألف                                                     | 4.85 ألف                                                   |
| الناتج المحلي الإجمالي للفرد دولار أمريكي                 | 30.40 ألف                                                     | 16.25 ألف                                                  |
| مؤشر التنمية البشرية                                      | 0.880                                                         | 0.747                                                      |
| رمز المكالمات الدولي                                      | +386                                                          | +389                                                       |
| رمز الإنترنت                                              | .si                                                           | .mk                                                        |
| المنطقة الزمنية                                           | توقيت وسط أوروبا، ت ع م+01:00، ت ع م+02:00، أوروبا/ليوبليانا ‏ | توقيت وسط أوروبا، ت ع م+01:00، ت ع م+02:00، أوروبا/سكوبيه ‏ |

## مدن متوأمة
في ما يلي قائمة باتفاقيات التوأمة بين مدن سلوفينية وشمال مقدونية:
- ترتبط بيران مع أوخريد باتفاقية توأمة منذ 2001.
- ترتبط سيجانا مع غيفغليا باتفاقية توأمة.
- ترتبط ليوبليانا مع إسكوبية باتفاقية توأمة منذ 1966.[16][16][16][16]

## منظمات دولية مشتركة
يشترك البلدان في عضوية مجموعة من المنظمات الدولية، منها:
| علم المنظمة | اسم المنظمة                               | تاريخ انضمام سلوفينيا | تاريخ انضمام شمال مقدونيا |
| ----------- | ----------------------------------------- | --------------------- | ------------------------- |
|             | مؤسسة التنمية الدولية                     | 25 فبراير 1993        | 25 فبراير 1993            |
|             | يونسكو                                    | 27 مايو 1992          | 28 يونيو 1993             |
|             | وكالة ضمان الاستثمار متعدد الأطراف        | 19 مارس 1993          | 19 مارس 1993              |
|             | مجلس أوروبا                               | ?                     | ?                         |
|             | الأمم المتحدة                             | 22 مايو 1992          | 8 أبريل 1993              |
|             | الاتحاد البريدي العالمي                   | ?                     | ?                         |
|             | البنك الدولي للإنشاء والتعمير             | 25 فبراير 1993        | 25 فبراير 1993            |
|             | الاتحاد الدولي للاتصالات                  | 16 يونيو 1992         | 4 مايو 1993               |
|             | منظمة حظر الأسلحة الكيميائية              | ?                     | ?                         |
|             | مؤسسة التمويل الدولية                     | 25 فبراير 1993        | 25 فبراير 1993            |
|             | المنظمة الأوروبية لسلامة الملاحة الجوية   | 1995                  | 1998                      |
|             | المركز الدولي لتسوية المنازعات الاستشارية | 6 أبريل 1994          | 26 نوفمبر 1998            |
|             | منظمة التجارة العالمية                    | ?                     | ?                         |
|             | منظمة الشرطة الجنائية الدولية             | ?                     | ?                         |
|             | منظمة الأمن والتعاون في أوروبا            | 24 مارس 1992          | 12 أكتوبر 1995            |

## وصلات خارجية
- موقع وزارة الخارجية السلوفينية